# Achaearanea serenoae
Achaearanea serenoae är en spindelart som först beskrevs av Willis J. Gertsch och Archer 1942.  Achaearanea serenoae ingår i släktet Achaearanea och familjen klotspindlar. Inga underarter finns listade i Catalogue of Life.